# قصر غمدان
قصر غمدان: هو قصر وقلعة في اليمن، في الجهة الشرقية من صنعاء، وهو أحد أقدم القلاع المعروفة في الجزيرة العربية. ينسب بناءه الأخباريون إلى الملك (الشرح يحضب الأول) حكم ما بين عامي (120م - 130م) تقريباً، وظل باقياً إلى أيام عثمان بن عفان في أوائل القرن الأول للهجرة فيكون قد عاش نحو (520) سنة.
يُعد غمدان من أهم إنجازات دولة سبأ الحضارية والعمرانية في القرن الثاني الميلادي. ومن آثار القصر المهمة «الجامع الكبير»، أقدم مسجد في اليمن أنشأه الصحابي وبر بن يحنس الخزاعي سنة 6 هـ - 627م، بموضع بستان باذان، ووُسِّعَ عبر عدة قرون إلى أن اكتملت صورته الحالية، وله اثنا عشر باباً ويحيط بفنائه الأوسط 183 عموداً، على أحد أبوابه نقوش بالخط المسند، ويحتوي على مكتبتين تضمان آلافاً من نفائس المخطوطات. يشار إليه أحيانًا باسم برج غمدان، بسبب تصميمه العمودي. ويتم تمثيل تاريخ قصر غمدان في العديد من الأساطير والحكايات، وورد ذكره في كثير من قصائد الشعر العربي، وتغنى الشعراء بجماله.
وفقاً للآثار المكتشفه، تم تأكيد أن أول ذكر لقصر غمدان كان في عهد الملك الشرح يحضب الأول خلال عشرينيات القرن الثاني الميلادي، وفي أحد نقوشه، أطلق على نفسه: «الشرح يحضب ملك سبأ وذي ريدان (صاحب) قصر سلحين وغمدان». لاحقاً ذكر اسم قصر غمدان في عدد من نقوش القرن الثالث الميلادي، منها النص (Ir 11) وفيه تلقب شاعر أوتر في أوائل حكمه بلقب: «شعرم أوتر ملك سبأ وقصر سلحين وغمدان»)، وسلحين هو قصر الملوك ومستقرهم في مأرب، وقد أخذت صنعاء تنافس مأرب منذ هذا الزمن حتى حلت محلها في الأخير. وفي النصف الثاني من القرن الثالث الميلادي ورد اسم القصر في عهد الملك الشرح يحضب الثاني ويصفه اتباعه بقولهم: (اليشرح يحضب وأخوه يأزل ملكي سبأ وذي ريدان أبناء فرع ينهب ملك سبأ في قصر سلحين وغمدان)،. ومع سيطرة الريدانيين على مأرب وصنعاء في الربع الأخير من القرن الثالث الميلادي، حلت ظفار يريم وقصورها مكان قصري سلحين وغمدان، عاصمة ومقر لملوك سبأ. ومن المؤكد أن القصر لم يكن موجوداً أيام أبو محمد الهمداني، وأنه كان فى عصره حطاماً، وفي ذلك يقول: «بقى من غمدان القديم، قطعة ذات جروب متلاحك عجيب، فهي قبالة الباب الأول، والثاني من أبواب الجامع الشرقية، وباقي غمدان تل عظيم كالجبل».
وفي وصف قصر غمدان زعم ابن الكلبي أنه كان سبعة سقوف بين كل سقفين أربعون ذراعاً، أي أنه كان بإرتفاع 70 متراً، إرتفاع كل سقفين منه 20 متراً. بينما ذكر أبو محمد الهمداني أنه كان عشرين سقفاً، بين كل سقفين عشرة أذرع، أي أنه كان بإرتفاع 50 متراً، إرتفاع كل سقفين منه 5 أمتار. وبحسب هؤلاء الأخباريون يكون أرتفاع غمدان ما بين 50 و70 متراً، أي مقارب لإرتفاع هرم منقرع. وفي وصف غمدان قال ابن الكلبي:«إن ليشرح يحضب أراد اتخاذ قصر بين صنعاء وطيوة، فبني على أربعة أوجه: وجه أبيض ووجه أحمر ووجه أصفر، ووجه أخضر، وبنى في داخله قصراً على سبعة سقوف بين كل سقفين منها أربعون ذراعاً، وكان ظلّه إذا طلعت الشمس يرى على عينان وبينهما ثلاثة أميال، وجعل في أعلاه مجلسا بناه بالرخام الملون وجعل سقفه رخامة واحدة، وصيّر على كل ركن من أركانه تمثال أسد من شبه كأعظم ما يكون الأسد». وقد شاهد أبو محمد الهمداني بقاياه تلاً عظيماً كالجبل، وقال:«كان الذي بنى غمدان اليشرح يحضب، فلمّا نظر إلى ظله بالغداة قد بلغ إلى سفح عيبان، كف عن البناء».

## تاريخه
وفقاً للآثار المكتشفه، عثر على أربعة نقوش تذكر قصر غمدان، أقدمها يعود إلى الملك (اليشرح يحضب الأول)، الذي حكم في الفترة ما بين عامي (120م - 130م)، وفي النص (CIH 429) أطلق هذا الملك على نفسه: (اليشرح يحضب ملك سبأ وذي ريدان صاحب قصر سلحين وغمدان). لاحقاً ذكر اسم قصر غمدان في عدد من نقوش القرن الثالث الميلادي، منها النص (Ir 11) وفيه تلقب شاعر أوتر في أوائل حكمه بلقب: (شعرم أوتر ملك سبأ وقصر سلحين وغمدان). وسلحين هو قصر الملوك ومستقرهم القديم في مأرب، وقد أخذت صنعاء وقصر غمدان تنافس مأرب وسلحين منذ هذا الزمن، وكان قصر غمدان ذو مكانة لدى ملوك سبأ من بكيل وحاشد، بإلاضافة إلى ملوك ذي جرة الذين حكموا خلال الربع الثاني والثالث من القرن الثالث الميلادي.
خلال الثلث الثاني من القرن الثالث الميلادي ورد اسم القصر في نص (Ir 18) من عهد الملك اليشرح يحضب الثاني، وقد وصفه اتباعه في هذا النص، بقولهم: (اليشرح يحضب وأخوه يأزل ملكي سبأ وذي ريدان أبناء فرع ينهب ملك سبأ في قصر سلحين وغمدان)، كما ورد اسم قصر سلحين وغمدان في عهد اليشرح يحضب الثاني في نص آخر موسم بـ (Ja 576 - السطر 35). ومع سيطرة الريدانيين على مأرب وصنعاء خلال الربع الأخير من القرن الثالث الميلادي، حلت ظفار يريم وقصر ريدان، مكان قصر سلحين وغمدان، وأصبحت ظفار وقصورها عاصمة ومقر لدولة سبأ. وطيلة فترة حكم ملوك حمير لدولة سبأ، لا نجد أي ذكر لقصر غمدان في النقوش السبئية.

## بناؤه
لا يوجد دليل أركيولوجي على فترة بناء قصر غمدان أو صفة المبنى. ولكن أقدم أثر أركيولوجي يذكر قصر غمدان، كان يعود إلى عهد الملك (اليشرح يحضب الأول)، حاكم سبأ في الفترة ما بين عامي (120م - 130م). فيمكننا أن نقول حتى الآن يبدو أن هذا الملك هو من مبنى هذا القصر، خصوصاً أن هشام الكلبي وأبو محمد الهمداني اعتمدوا رواية أن من بنى هذا القصر الملك اليشرح يحضب. وروى أهل الأخبار أن (اليشرح يحضب الأول) لّما فرغ من بناء غمدان، قال فيه شعرا كتب بخط المسند، لم يحفظ منها إلا بيت، يقول فيه:
ويتضح من البيت المنسوب إلى اليشرح يحضب أن بناء غمدان كان في الفترة التي سبقت وصول اليشرح يحضب إلى الحكم. وأن صح هذا الخبر، فإن الحصن بناه القيل - الأمير - اليشرح يحضب، لغرض الحماية والتحصن في الحروب التي خاضها هذا القيل على حمير وملك ريدان، والتي كان من نتائجها وصوله إلى مأرب وحكم سبأ. أما في مزاعم وهب بن منبه فإن من بناء قصر غمدان هو سام بن نوح، وفي قول آخر أن من بناه النبي سليمان، وزعم عبد الملك بن عبد الرحمن الذماري أن من بناه يقطن بن عابر، وجميعها روايات أسطورية، تنافي الأدلة الآثارية.
ذكر ابن الكلبي أن من أمر ببناء القصر هو اليشرح يحضب. وحكى الصنعاني أن من صمم وبناء القصر بأمر الملك، هو رجل يدعى غندان أو غبدان الهمداني، وقال: «سمي قصر غمدان الذي بصنعاء اليمن بغمدان لأن الذي بناه غندان (ورد غبدان تصحيفا)، يقال: إنه رجل من همدان فزاد الناس فيه ميما. يروى أنه وجد في بعض زوايا قصر غمدان مكتوب بالمسند : بناه غندان». وفي هذه الرواية جزء من الصحة، حيث ذكر قصر غمدان في النقوش السبئية بلفظين: (قصر سلحين وغمدان) و(قصر سلحين وغندان).
وفي وصف قصر غمدان زعم ابن الكلبي أنه كان سبعة سقوف بين كل سقفين أربعون ذراعاً، أي أنه كان بإرتفاع 70 متراً، إرتفاع كل سقف 10 أمتار - 20 ذراعاً، وقال الكلبي:«إن ليشرح يحضب أراد اتخاذ قصر بين صنعاء وطيوة، فبني على أربعة أوجه: وجه أبيض ووجه أحمر ووجه أصفر، ووجه أخضر، وبنى في داخله قصراً على سبعة سقوف بين كل سقفين منها أربعون ذراعاً، وكان ظلّه إذا طلعت الشمس يرى على عينان وبينهما ثلاثة أميال، وجعل في أعلاه مجلسا بناه بالرخام الملون وجعل سقفه رخامة واحدة، وصيّر على كل ركن من أركانه تمثال أسد من شبه كأعظم ما يكون الأسد». وفي وصف مقارب لابن الكلبي، روى الصنعاني عن عمرو بن إسحاق الحضرمي عن أبيه عن جده، قال:« أن اليشرح كان ملك صنعاء، وأنه كان بنى غمدان على سبعة أسقف؛ كل سقف منها على أربعين ذراعا، وكان له أربعة أوجه في ترابيعه؛ وجه منه مبني بحجارة حمر ، ووجه بحجارة خضر، ووجه بحجارة سود، ووجه بحجارة بيض. وفي أعلاه غرفة لها لهوج، كل لهج  بباب رخام، في مقيل من الساج والأبنوس، وسقف الغرفة رخامة واحدة صفيحة».
بينما ذكر أبو محمد الهمداني أنه كان عشرين سقفاً، بين كل سقفين عشرة أذرع، أي أنه كان بإرتفاع 50 متراً - 100 `ذراعاً، إرتفاع كل سقف منه 2.5 متراً - 5 أذراع، وقال أبو محمد الهمداني:«كان الذي بنى غمدان اليشرح يحضب، فلمّا نظر إلى ظله بالغداة قد بلغ إلى سفح عيبان، كف عن البناء». وفي مزاعم مسلمة بن عقبة بن همام بن منبه الصنعاني قال: «كان غمدان عشرة سقوف، بين كل سقفين منه أربعون درجة».

## خراب القصر
تختلف الروايات والأخبار عن خراب قصر غمدان، وقد أورد محمد بن إسحاق عَنْ عبد الله بن أبي بكر بن محمد بن عمرو بن حزم رواية مفادها أن الأحباش هم من خربوا قصر سلحين وغمدان وبَيْنون خلال الحرب الحميرية - الحبشية، والتي كانت بدايتها عام 523 وانتهت مطلع 530م بمقتل يوسف أسار يثأر الحميري، واحتلال اليمن. بينما نجد روايات أخرى تشير إلى ذكر قصر غمدان في عهد الملك الأسطوري سيف بن ذي يزن، ووفود العرب عليه وهو على عرش غمدان، وهي رواية زرعة بن سيف بن ذي يزن (ابن الملك) وابن عباس ومحمد بن السائب الكلبي. وذكر غمدان في عدد كبير من قصائد مدح سيف ذي يزن، منها قصيدة أمية بن أبي الصلت التي رواها معمر بن المثنى وابن إسحاق ومحمد بن السائب الكلبي ووهب بن منبه. وإن صحت هذه الأخبار، فأنها تدل على أن قصر غمدان تم أصلاحه بعد الغزو الحبشي لليمن أو أن رواية عبد الله بن أبي بكر بن محمد بن عمرو بن حزم لا تصح. وقد وفق الجاحظ بين الروايتين بقوله:«فلما ملكت الحبشة اليمن أخربته إلا بقايا هدمها عثمان بن عفان رضي الله عنه في الإسلام. وقال: " ينبغى لمآثر الجاهليَّة أن تُمحى"».
ونجد ذكر قصر غمدان في أخبار الردة، حيث يذكر الواقدي ومعمر بن المثنى وأبو مخنف رواية مفادها أن قبيلة مراد بقيادة فروة بن مسيك وقيس بن مكشوح سيطرت على قصر غمدان، وقتلت قائد حركة الردة الأسود العنسي، ونسب معمر بن المثنى وأبو مخنف إلى ابن مكشوح شعراً يذكر قتله للعنسي، بقوله:
أخبار تهدم وخراب قصر غمدان، فيها تضراب، وتناقض، ولم يذكر المؤرخين الأوائل قصة خراب هذا القصر. إلا أننا نجد قصة الخراب لدى المؤرخين مؤرخي القرن الثالث، فذكر الجاحظ والمسعودي أن من خرب القصر هو عثمان بن عفان، قال الجاحظ:«هدم عثمان صومعة غمدان».
وفي مزاعم الحموي عن موارده قال:«هُدم غمدان في أيام عثمان بن عفان ، فقيل له: إن كهّان اليمن يزعمون أن الذي يهدمه يقتل، فأمر باعادة بنائه. فقيل له: لو أنفقت عليه خرج الأرض ما أعدته كما كان، فتركه. وقيل: وجد على خشبة لما خرّب وهدم مكتوب برصاص مصبوب: اسلم غمدان هادمك مقتول، فهدمه عثمان، رضي الله عنه، فقتل». وزعم ابن المجاور أن من خربه الخليفة الثالث عمر بن الخطاب. ومن تناقض الروايات ما رواه الصنعاني بقوله:«لم يزل غمدان قائما حتى هدمه فروة بن مسيك المرادي بأمر رسول الله ﷺ، وقد قيل هدم في أيام أبي بكر ، وقيل: هدم في أيام عثمان ، وقيل: أمر رسول الله باذان فهدمه؛ والله أعلم أيّ ذلك كان». وذكر الصنعاني رواية مفادها أن قصبة صنعاء بنيت من حجارة قصر غمدان، قال:«إن عامة عمارة قصبة صنعاء إنما عمّرت بنقض غمدان».